# Hemiandrus nitaweta
Hemiandrus nitaweta är en insektsart som beskrevs av Tony Jewell 2007. Hemiandrus nitaweta ingår i släktet Hemiandrus och familjen Anostostomatidae. Inga underarter finns listade i Catalogue of Life.